# Cyperns herrlandslag i basket
Cyperns herrlandslag i basket representerar Cypern i basket på herrsidan. Laget spelade sina första tävlingsmatcher i kvalet till Europamästerskapet 1982.

### Fotnoter
1. ↑  ”Men Basketball European Championship Chalenge Round 1982 Lisboa, Porto (POR)” (på engelska). Sport Statistics. 25 februari 1982. Arkiverad från originalet den 20 november 2015. https://web.archive.org/web/20151120050827/http://www.todor66.com/basketball/Europe/Men_Challenge_1982.html. Läst 29 juni 2015.